# Orford (Tasmanië)
Orford is een plaats in de Australische deelstaat Tasmanië en telt 485 inwoners (2006).